# Ashland Inc.
A Ashland Inc. é uma empresa de manufatura norte americana que atua nos ramos de química, plásticos, óleos lubrificantes, entre outros.

## Histórico
A Ashland foi fundada em 1924, com o nome de Ashland Refining Company, na cidade de Ashland por Paul G. Blazer.
Depois de várias aquisições e fusões desde o pós-guerra, a Ashland, atualmente baseada em Covington, no Kentucky, faz parte da lista Fortune 500, e opera em mais de 100 países ao redor do Mundo.